# 拉迪斯 (蒂罗尔州)
拉迪斯（德語：Ladis）是奥地利蒂罗尔州兰德克县的一个市镇。总面积7.1平方公里，总人口549人，人口密度77.3人/平方公里（2005年）。